# Jeanne Dupuis
Pour les articles homonymes, voir Dupuis (homonymie).
 (avril 2016).
 (mars 2025).
Motif : pas de sources secondaires, notoriété insuffisante
- Archive Wikiwix
- Bing
- Cairn
- DuckDuckGo
- E. Universalis
- Gallica
- Google
- G. Books
- G. News
- G. Scholar
- Persée
- Qwant
- (zh) Baidu
- (ru) Yandex
- (wd) trouver des œuvres sur Wikidata

| 1. | Préciser le motif de la pose du bandeau. | Précisez le motif de la pose du bandeau en utilisant la syntaxe suivante : {{admissibilité à vérifier\|date=mars 2025\|motif=remplacez ce texte par le motif}}                     |
| 2. | Informer les utilisateurs concernés.     | Pensez à avertir le créateur de l'article, par exemple, en insérant le code ci-dessous sur sa page de discussion : {{subst:avertissement admissibilité à vérifier\|Jeanne Dupuis}} |

Jeanne Dupuis, née vers 1366 et morte à Paris en 1436, est une noble française.

## Biographie
Elle épouse en premières noces Nicolas Brûlart (13..-14..), propriétaire de terres à Plessis-Raoul (devenu Plessis-Robinson) et demeurant à Paris rue de l'Averon dans le quartier de la Grande Boucherie, pour qui elle devait payer des rentes à la fondation de trois messes journalières pour le repos de l'âme de ce dernier, à la paroisse de l'église Saint-Jacques-la-Boucherie. 
Jeanne Dupuis épousa en secondes noces Jean de La Haye, dit Picquet, trésorier général des Finances, et lui apporta en dot la seigneurie du Plessis-Raoul avec ses biens de Paris en 1407. Cette terre prit le nom de son nouveau propriétaire, Plessis-Picquet. Ils feront construire en 1412 leur maison de plaisir au Plessis, bâtiment devenu l'actuelle mairie de Plessis-Robinson. De juin au 5 juillet 1416, le couple y reçut la reine Isabeau de Bavière, entourée de sa cour.  
Le couple prendra la fuite après les victoires anglaises (Traité de Troyes 1420) pour se réfugier à Angers. Tous leurs biens furent saisis par les Anglais. Richard de Beauchamps (1382-1439) prit possession de l'hôtel de Jean de La Haye au voisinage des Blancs Manteaux et de la rue du Temple. Le 26 septembre 1423, la seigneurie du Plessis fut attribuée à Guillaume de Dangueil, avec La Boursellière, par le roi d'Angleterre Henri V. Les bouchers de sa paroisse ayant pris le parti des Bourguignons, elle eut à subir les exactions de ces derniers l'accusant du non-paiement des dites rentes pour les messes à la mémoire de feu son mari. Ils saisirent ses biens. Elle réussit en 1436 à obtenir des lettres de rémission au vu de son âge et de sa fragilité, et put récupérer ses biens, puis elle mourut cette même année. Elle était veuve de Jean de La Haye depuis 1431.